# Hello Blue Days
「Hello Blue Days」（ハロー・ブルー・デイズ）は、日本のロックバンドのKEYTALKとFOMAREによるコラボ楽曲。2020年11月25日に配信限定シングルとしてVirgin Musicからリリースされた。

## 概要
KEYTALKとFOMAREのコラボレーション楽曲。
KEYTALKが他のバンドとコラボレーション楽曲を制作するのは初となる。
FOMAREにとっては本楽曲がメジャー・デビュー・シングルとなった。また、同日にメジャー・デビューEP『Grey』をThreethumsからリリースしており、本楽曲も収録されている。
歌詞の一部には、Red Bullによる参加型のキャンペーン「KEYTALK × FOMARE #歌詞に翼をさずける キャンペーン」にてお互いのファンから投稿されたツイートが使われている。
ミュージック・ビデオは2個のバージョンがあるが、2つを繋ぎ合わせて1つのミュージック・ビデオとして見ることができる。

## 収録曲
| #         | タイトル            | 作詞・作曲               | 編曲                      | 時間 |
| --------- | ------------------- | ------------------------ | ------------------------- | ---- |
| 1.        | 「Hello Blue Days」 | 首藤義勝、アマダシンスケ | KEYTALK、FOMARE、野間康介 | 3:58 |
| 合計時間: | 合計時間:           | 合計時間:                | 合計時間:                 | 3:58 |

## タイアップ
Hello Blue Days
Red Bull #歌詞に翼をさずける キャンペーンソング